# Discografia de Perlla
A discografia de Perlla, uma cantora brasileira, compreende três álbuns de estúdio, doze singles próprios, quatro participação e outras aparições em álbuns. 

## Álbuns

### Álbuns de estúdio
| Álbum                 | Detalhes                                                                                           | Vendas      | Certificações |
| --------------------- | -------------------------------------------------------------------------------------------------- | ----------- | ------------- |
| Eu Só Quero Ser Livre | - Lançamento: 15 de maio de 2006 - Formatos: CD, download digital - Gravadora: Deckdisc            | - : 100.000 | - ABPD: Ouro  |
| Mais Perto            | - Lançamento: 16 de novembro de 2007 - Formatos: CD, download digital - Gravadora: Deckdisc        | - : 50.000  | - ABPD: Ouro  |
| A Minha Vida Mudou    | - Lançamento: 28 de fevereiro de 2013 - Formatos: CD, download digital - Gravadora: Central Gospel | - : 30.000  |               |
| Noite de Paz          | - Lançamento: 10 de dezembro de 2014 - Formatos: CD, download digital - Gravadora: Deckdisc        | - : 10.000  |               |

### Coletâneas
| Álbum                            | Detalhes                                                                                       |
| -------------------------------- | ---------------------------------------------------------------------------------------------- |
| A Minha Vida Mudou: Instrumental | - Lançamento: 18 de fevereiro de 2013 - Formatos: Download digital - Gravadora: Central Gospel |

## Singles

### Como artista principal
| Título                                       | Ano  | Álbum                         |
| -------------------------------------------- | ---- | ----------------------------- |
| "Totalmente Demais"                          | 2006 | Eu Só Quero Ser Livre         |
| "Tremendo Vacilão"                           | 2006 | Eu Só Quero Ser Livre         |
| "Eu Vou"                                     | 2006 | Eu Só Quero Ser Livre         |
| "Depois do Amor" (part. Belo)                | 2007 | Eu Só Quero Ser Livre         |
| "Carrapato"                                  | 2007 | Mais Perto                    |
| "Tanta Solidão"                              | 2008 | Mais Perto                    |
| "Menina Chapa-Quente"                        | 2008 | Mais Perto                    |
| "Motivos"                                    | 2008 | Mais Perto                    |
| "Quem Não Quer Sou Eu" (part. Marcelo D2)    | 2009 | Não adicionado à nenhum álbum |
| "Beijo de Cinema"                            | 2009 | Mais Perto                    |
| "Rindo à Toa"                                | 2010 | Não adicionado à nenhum álbum |
| "Rainha"                                     | 2017 | Não adicionado à nenhum álbum |
| "Beijando Todo Mundo" (com Mica Condé)       | 2017 | Não adicionado à nenhum álbum |
| "No Meu Comando"                             | 2018 | Não adicionado à nenhum álbum |
| "Eita Essa Novinha" (solo ou part. Chilleno) | 2018 | Não adicionado à nenhum álbum |

### Como artista convidado
| Título                                                 | Ano  | Álbum                              |
| ------------------------------------------------------ | ---- | ---------------------------------- |
| "Solução" (Grupo Disfarce part. Perlla)                | 2008 | Disfarce                           |
| "No Rádio" (Sociedade do Samba part. Perlla)           | 2009 | E Daí?                             |
| "Selinho Na Boca" (Latino part. Perlla)                | 2009 | Junto e Misturado                  |
| "Te Amar Sem Medo" (Alexandre Pires part. Perlla)      | 2009 | Em Casa                            |
| "Se Vira" (Latino part. Perlla)                        | 2009 | Junto e Misturado: Fazendo a Festa |
| "Te Amaré (Vou Te Amar)" (Mario Guerrero part. Perlla) | 2010 | Te Amaré                           |
| "Menina Linda" (Fantasmão part. Perlla)                | 2011 | Não adicionado à nenhum álbum      |
| "Passinho Diferente" (Tonzão part. Perlla)             | 2017 | Não adicionado à nenhum álbum      |
| "Lacrei" (DJ Magrão part. Perlla)                      | 2019 | Não adicionado à nenhum álbum      |

## Singlespromocionais
| Título     | Ano  | Álbum                         |
| ---------- | ---- | ----------------------------- |
| "Garganta" | 2018 | Não adicionado à nenhum álbum |

## Outras aparições
| Canção                       | Ano  | Outro(s) Artista(s) | Álbum                |
| ---------------------------- | ---- | ------------------- | -------------------- |
| "We're All In This Together" | 2007 | Felipe Dylon        | High School Musical  |
| "Tudo É Perfeito             | 2009 | —                   | Promessas de Amor    |
| "Tudo Bem"                   | 2011 | Gustavo Lins        | Não é Força, é Jeito |